# Comuna Tomșani, Prahova
Tomșani este o comună în județul Prahova, Muntenia, România, formată din satele Loloiasca, Măgula, Sătucu și Tomșani (reședința).

## Geografie
Suprafața administrativ–teritorială a comunei este de 4456 de hectare, iar a intravilanului de 362 de hectare. Prin sudul extrem al comunei, trece autostrada A7, Ploiești–Buzău, pe care comuna este deservită de nodul Albești-Paleologu, care se descarcă în DN1D, care leagă Ploieștiul de Urziceni și formează în acea zonă limita comunei. Din DN1D, se ramifică șoseaua județeană DJ146, care deservește satele comunei și se termină la Loloiasca în DN1B, care leagă Ploieștiul de Buzău. Prin comună trece și calea ferată Ploiești–Buzău, pe care este deservită de halta Tomșani.
În partea de vest a comunei curge pârâul Călmățui care, după ce străbate satele Tomșani și Măgula formează două bălți în suprafața de 17 hectare luciu de apă.

## Demografie
Componența etnică a comunei Tomșani
     Români (93,45%)
     Alte etnii (0,33%)
     Necunoscută (6,22%)
Componența confesională a comunei Tomșani
     Ortodocși (91,2%)
     Alte religii (2,1%)
     Necunoscută (6,7%)
Conform recensământului efectuat în 2021, populația comunei Tomșani se ridică la 3.908 locuitori, în scădere față de recensământul anterior din 2011, când fuseseră înregistrați 4.461 de locuitori. Majoritatea locuitorilor sunt români (93,45%), iar pentru 6,22% nu se cunoaște apartenența etnică. Din punct de vedere confesional, majoritatea locuitorilor sunt ortodocși (91,2%), iar pentru 6,7% nu se cunoaște apartenența confesională.

## Politică și administrație
Comuna Tomșani este administrată de un primar și un consiliu local compus din 13 consilieri. Primarul, Mihai-Florin Pelin[*], de la Partidul Social Democrat, este în funcție din 2012. Începând cu alegerile locale din 2024, consiliul local are următoarea componență pe partide politice:
|  | Partid                     | Consilieri | Componența Consiliului | Componența Consiliului | Componența Consiliului | Componența Consiliului | Componența Consiliului | Componența Consiliului | Componența Consiliului | Componența Consiliului | Componența Consiliului | Componența Consiliului |
|  | -------------------------- | ---------- | ---------------------- | ---------------------- | ---------------------- | ---------------------- | ---------------------- | ---------------------- | ---------------------- | ---------------------- | ---------------------- | ---------------------- |
|  | Partidul Social Democrat   | 10         |                        |                        |                        |                        |                        |                        |                        |                        |                        |                        |
|  | Partidul Național Liberal  | 2          |                        |                        |                        |                        |                        |                        |                        |                        |                        |                        |
|  | Partidul Mișcarea Populară | 1          |                        |                        |                        |                        |                        |                        |                        |                        |                        |                        |

## Istorie
Satul Tomșani este reședința de comună din anul 1861. Înființarea lui nu cunoaște o dată exactă, dar s-a transmis din bătrâni faptul că acesta ar dăinui de aproximativ 500 de ani.
Denumirea satului Tomșani vine de la numele căpitanului Tomșa.
Acesta era un căpitan care conducea o oaste română în timpul lui Mihai Viteazul.
O parte din ostași au rămas în acest teritoriu, au întemeiat o așezare de bordeie căreia i-au dat denumirea de Tomșani după numele fostului lor căpitan. Până pe la sfârșitul secolului al XIX și începutul secolului al XX –lea, satul Tomșani a fost un sătuleț mic și sărac, cu toate că unii țărani au fost împroprietăriți prin reforma agrară din 1864 dată de Cuza Vodă, sărăcia dăinuind datorită faptului că pământul era muncit empiric, cu unelte primitive. O frescă a satului Tomșani din acea perioadă o găsim ilustrată în romanul "Din vremea căpitanului Costache", în prefața căruia autorul – Alexandru Antemireanu, originar din Tomșani, fiul preotului Damian Antemir – spune: "m-am născut la 1877 în Tomșani, un sătuc câmpenesc, mic și sărac, cu săteni simpli și nevoiași".
Satul Măgula – numele lui vine de la trei movile de pământ aflate în jurul satului, care au servit ca punct de observație în calea cotropitorilor.
Aceste movile se numeau "măguri", așa că oamenii au pronunțat mai întâi "Măgura" și în timp s-a transformat în "Măgula". Referitor la proveniența numelui acestui sat mai există o variantă care spune că în vremea luptelor dintre armata româno-rusă cu armata turcă, o parte din românii care au participat la luptă au rămas în acest teritoriu și au întemeiat un sătuleț, care și-a luat numele după "megos"- oștire, transformat în limba de atunci în "megula", apoi în "măgula".
Satul Sătuc (Crâng) – a luat ființă la sfârșitul secolului al XIX-lea.
Pe acest loc era o pădurice mică de salcii și ulmi. Alături de ea era o pădure mare de circa 100 hectare de ulmi, stejari și salcii. În aceste locuri s-au luptat în 1917 armata româno-rusă cu nemții.
Până în 1920 pădurea s-a defrișat. Ea făcea parte din vestita pădure a Vlasiei. La început aici s-a construit un conac boieresc cu trei –patru locuințe unde se adăposteau logofătul și slugile boierului.
Cu timpul s-au adăugat și alte case formând un sat cu aproximativ patruzeci de familii.
Numele de "Crâng" și l-a luat de la pădurice, apoi s-a schimbat în "Sătuc".
Satul Loloiasca – numele lui vine de la întemeietor, "strămoșul care bătuse părul, Loloi. Mai întâi i s-a spus "Loloiești", adică "țărani urmași ai lui Loloi" și apoi "Loloiasca"-nume prin care se desemna proprietatea.
Referiri la această localitate se întâlnesc în documentele din 1550, 1568, 1625, dar săpături întâmplătoare au dat la iveală unelte din perioada bronzului și ceramică cenușie din perioada daco- romană.
Într-un document din 1550, prin care Pătrașcu cel Bun întărește lui Stănilă stăpânirea unor sate, se face mențiunea: "Dat-am domnia mea învățătura domniei mele cinstitului boiarinula domniei mele pan Stănilă vornicul ca să-i fie lui satele Loloiești, Cepturile…"
În documentul din 2 august 1568, Alexandru Mircea, voievodul Țării Românești, întărind jupâniței Maria, sora lui Pătrașcu cel Bun și fiicei sale Dobra, stăpânirea asupra unor sate, menționează: "Dă domnia mea poruncă a domniei mele jupâniței Maria, jupânița lui Balea paharnic, sora lui Pătrașcu voievod și fiicei ei Dobra și cu fii lor, câți le va da Dumnezeu, să le fie satele anume Petroșanii toți și cu tot hotarul și din Loloiești, oricât se va alege partea lui Balea paharnic…".
Într-un document din 1625, Radu Mihnea, întărind lui Mihai Murgeanu din Piua Petrii stăpânirea asupra unor ocine, se afirmă: "Dă domnia mea această poruncă domniei lui Mihai Murgeanu din orașul …și cu fii săi, câți îi va da Dumnezeu, ca să-i fie ocina la Sărăceni însă din partea lui Stoica paharnicul, fiul lui Vâlcu din Loloiești, stânjeni 90, din câmp și din baltă…".
Locuitorii celor patru sate componente ale comunei au fost participanți direcți la Primul și al Doilea Război Mondial, numele celor ce și-au pierdut viața în aceste momente, fiind scrise pe cele trei monumente ale eroilor din comună.
Local, satul ”Măgula” este mai des și popular denumit ”Magula” eliminându-se litera ”ă” dintr-o obișnuință a locuitorilor din ziua de astăzi (aceasta informație a fost aprovizionată de către chiar un locuitor prezent al acestei comune.
În 1925, comuna era inclusă în plasa Cricov a județului Prahova, având 2554 de locuitori în satele Cioceni, Loloiasca, Magula, Sătucu și Tomșani. În 1931, satul Loloiasca s-a separat, formând o comună de sine stătătoare. Satul Cioceni a fost trecut în 1945 la comuna Albești-Paleologu.
În 1950, comunele Tomșani și Loloiasca au fost incluse în raionul Urlați al regiunii Prahova, și apoi (după 1952), în raionul Mizil al regiunii Ploiești. În 1968, ele au revenit la județul Prahova, comuna Loloiasca desființându-se și satul ei revenind la comuna Tomșani.

## Monumente istorice
Două obiective din comuna Tomșani sunt incluse în lista monumentelor istorice din județul Prahova ca monumente de interes local. Unul este un sit arheologic, aflat în zona stației de cale ferată din satul Tomșani, unde s-au găsit urmele unei așezări din neolitic (cultura Boian). Celălalt, clasificat ca monument de arhitectură, este altarul și pridvorul bisericii de lemn „Adormirea Maicii Domnului” (1729) din satul Magula.

## Instituții
În comuna Tomșani funcționează două școli cu clasele I – VIII și trei grădinițe, unde își desfășoară activitatea 39 de cadre didactice calificate la un număr de 600 de școlari și preșcolari.
Asistența medicală umană este asigurată prin intermediul a două cabinete medicale generale și un cabinet de stomatologie. De asemenea, asistența medicală veterinară este asigurată de către un medic veterinar și personalul auxiliar care activează în cadrul unui cabinet sanitar veterinar.
În comuna Tomșani funcționează două Cămine Culturale și o Bibliotecă comunală cu peste 7500 de volume de carte.
În fiecare an, în prima sâmbătă din luna octombrie, se desfășoară în comuna noastră « târgul fermierului », manifestare complexă venită în sprijinul agricultorilor din comuna Tomșani și din împrejurimi.
Pe raza comunei își desfășoară activitatea 40 de societăți comerciale al căror profil este comerțul cu amănuntul, 3 societăți comerciale cu profil de morărit (dintre care una are și secție de panificație) și doi agenți economici cu profil agricol.
Siguranța cetățenilor, ordinea publică și integritatea populației sunt asigurate de următoarele forțe de ordine: Postul de Poliție format din trei agenți și Poliția Comunitară în componența căreia activează un număr de zece angajați.
Majoritatea populației este creștin – ortodoxă, dar în satul Loloiasca sunt mai multe confesiuni: ortodocși, adventiști, evangheliști, penticostali. Pe teritoriul comunei există trei lăcașuri de cult – biserici creștin –ortodoxe, în curtea cărora sunt ridicate monumente în cinstea eroilor neamului. Lângă biserica din satul Măgula se află înălțat un monument din lemn, cu o vechime de peste 100 de ani, declarat monument istoric și cuprins în lista monumentelor istorice naționale. De asemenea funcționează și case de rugăciuni pentru celelalte confesiuni.